# تارا، روسیه
شهر تارا، روسیه (به روسی: Тара) در کشور روسیه و در اوبلاست امسک واقع شده‌است.